# Martin Greenberg
Martin Harry Greenberg (* 1. März 1941 in Miami Beach, Florida; † 25. Juni 2011 in Green Bay, Wisconsin) war ein US-amerikanischer Anthologe und Schriftsteller, der vorwiegend Anthologien zum Thema Science-Fiction und Fantasy erstellte.

## Leben
Martin Greenberg, 1941 in Miami Beach geboren, hatte Politikwissenschaften an der University of Miami studiert, 1969 an der University of Connecticut promoviert und unterrichtete 1975 bis 1996 an der Universität von Wisconsin in Green Bay.
Die Zahl der von Greenberg zusammengestellten Anthologien beträgt über 1000. Zusammen mit Tom Clancy schrieb Greenberg mehrere Romane der Reihe Tom Clancy’s Power Plays. 1995 bekam er den Preis Ellery Queen Award für sein Lebenswerk. 1991 und 1994 wurde er für Synod Of Sleuths bzw. The Fine Art Of Murder mit dem Anthony Award ausgezeichnet.
Greenberg starb nach langer Krebserkrankung in einem Hospiz in Green Bay, Wisconsin.

## Bücher
- Kalter Krieg: Tom Clancy's power plays, - Roman - von Tom Clancy und Martin Greenberg, Pavillon-Verlag, München 2007, 443 Seiten, ISBN 978-3-453-77168-0
- Die Erben des Rings: Fantastische Geschichten; J. R. R. Tolkien zu Ehren, Martin H. Greenberg (Hg.), Bastei-Verlag Lübbe, Bergisch Gladbach 1996, 637 Seiten, ISBN 3-404-13803-1
- Nebel aus dem Jenseits: 10mal Gruseln mit Clive Barker, Robert Bloch, Graham Greene u. a., Martin Harry Greenberg (Hg.), Aufbau-Taschenbuch-Verlag, Berlin 1995, 213 Seiten, ISBN 3-7466-1144-X
- Vampire: 16 x Grauen mit Frauen, Martin Greenberg und Charles G. Waugh (Hg.), Bastei-Verlag Lübbe, Bergisch Gladbach 1988, 399 Seiten, ISBN 3-404-13134-7